# Amy Spanger
Amy Spanger, née le 24 août 1971 à Newbury dans le Massachusetts, est une actrice, chanteuse et danseuse américaine. De 2002 à 2007 elle fut mariée à Michael C. Hall.

## Biographie
Diplômée de la Triton Regional High School de Byfield, Massachusetts, Spanger fait ses débuts à Broadway en 1995 dans la comédie musicale Sunset Boulevard, puis dans la tournée de Jekyll and Hyde. Elle fait également une apparition dans Kiss Me, Kate, dans lequel elle joue le rôle de Lois Lane (Bianca), dans Chicago pour le rôle de Roxie Hart, et Urinetown où elle joua Hope Cladwell. En 2006 elle prend le rôle de Holly dans The Wedding Singer. En 2009, elle prend le rôle de Sherrie Christian dans Rock of Ages.

## Filmographie

### Télévision
- 2009 : New York, unité spéciale (saison 10, épisode 9) : Marlene Rosten
- 2017 : New York, unité spéciale (saison 18, épisode 11) : Helen Turner